# Салман ибн Рабиа
Салма́н ибн Раби́а аль-Ба́хили (араб. سلمان بن ربيعة الباهلي‎; ум. 650, по др. данным 653) — военный губернатор Армении в 633—644 годах н. э. при халифе Усмане. Брат Абд ар-Рахмана ибн Рабии, который руководил попыткой завоевания северных Кавказских гор и Хазарии.
При Усмане мусульманские армии впервые направились в Армению, отправляясь из Сирии и возглавляемые Хабибом ибн Маслама аль-Фихри. Они завоевали несколько армянских территорий, но им противостояло большое количество византийцев, присоединившихся к обороне Армении. Хабиб попросил Усмана о помощи, и он отправил 6000 человек во главе с Салманом ибн Раби аль-Бахили, направлявшимся из Куфы (Ирак). Возник спор между Хабибом и Салманом, и Усман написал им письмо и решил проблему с Салманом, который возглавил мусульманские армии и был назначен губернатором Армении. Затем Салман проник вглубь Кавказской Албании до Хазарии с несколькими завоеваниями и победами с его силой в 10 000 человек. Он был остановлен в жестоком сражении с хазарами, численность которых, как сообщается, составляла 300 000 человек. Салман и все его воины были убиты.
Местная дагестанская традиция («Дербенд-наме») утверждает, что могила Салмана находится на дербентском кладбище Кырхляр.